# Villey-sur-Tille
 Villey-sur-Tille  es una población y comuna francesa, en la región de Borgoña, departamento de Côte-d'Or, en el distrito de Dijon y cantón de Is-sur-Tille.

## Demografía
| 229 | 220 | 168 | 194 | 259 | 277 |
| Para los censos de 1962 a 1999 la población legal corresponde a la población sin duplicidades (Fuente: INSEE [Consultar]) |     |     |     |     |     |